# Parroquias (Venezuela)
Venezuela es un Estado federal que se divide en Estados, y estos en municipios autónomos y a su vez en parroquias. En total, el país tiene 1136 parroquias que forman los 335 municipios (integrados a los 23 estados y al Distrito Capital).

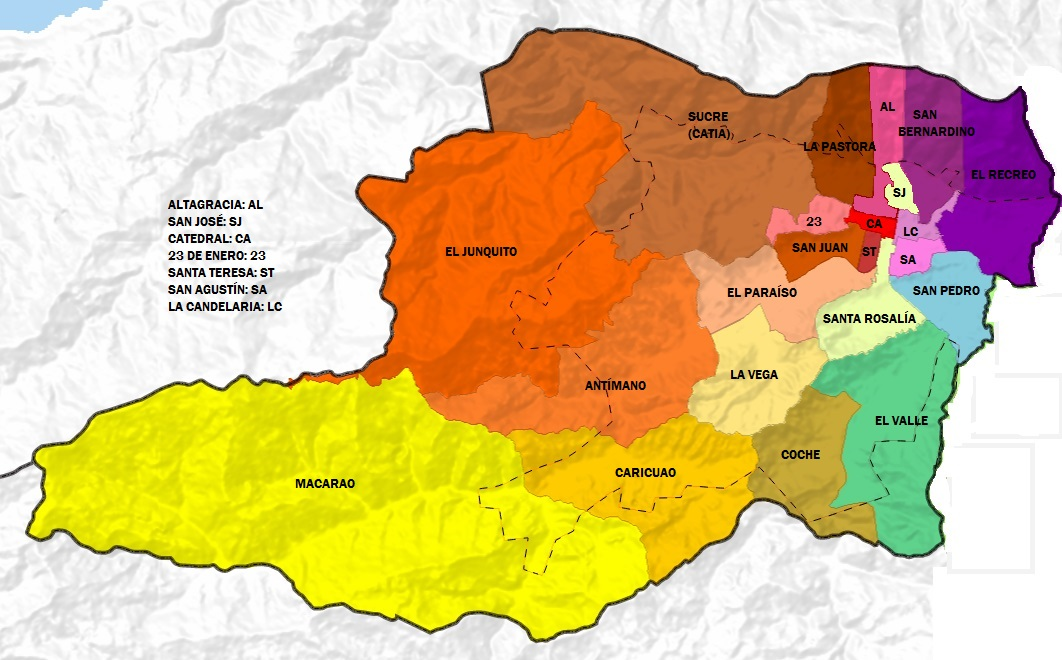
Parroquias del municipio Libertador de Caracas

Existen un total de 1136 parroquias en Venezuela, el estado con más parroquias es el Zulia con 110 y el de menos parroquias es Estado La Guaira con 11. El municipio con más parroquias del Distrito Capital es el Municipio Libertador con 22 parroquias; el municipio con más parroquias entre los estados es el Municipio Maracaibo del estado Zulia con 18. La parroquia Gran Sabana, ubicada en el municipio Gran Sabana en el estado Bolívar con 29.305 km² es considerada como la más grande del país, en contraste, la parroquia Santa Teresa  perteneciente al municipio Libertador del Distrito Capital es la más pequeña con 0,8 km² equivalente a 80 hectáreas. 
En Venezuela, es la unidad político-territorial de menor rango, donde se dividen los municipios, la división administrativa está dirigida por un Prefecto (nombrado por el alcalde), además la parroquia constitucionalmente está compuesta por una junta parroquial. Desde las elecciones de 1992 la ciudadanía elegía directamente a los representantes de las juntas parroquiales, en el año 2005 por primera vez se realizaron comicios para elegir las juntas parroquiales de forma separadas a las de gobernador y alcalde, desde esa fecha no se han realizado más elecciones parroquiales con la intención de sustituirlas por las juntas parroquiales comunales.

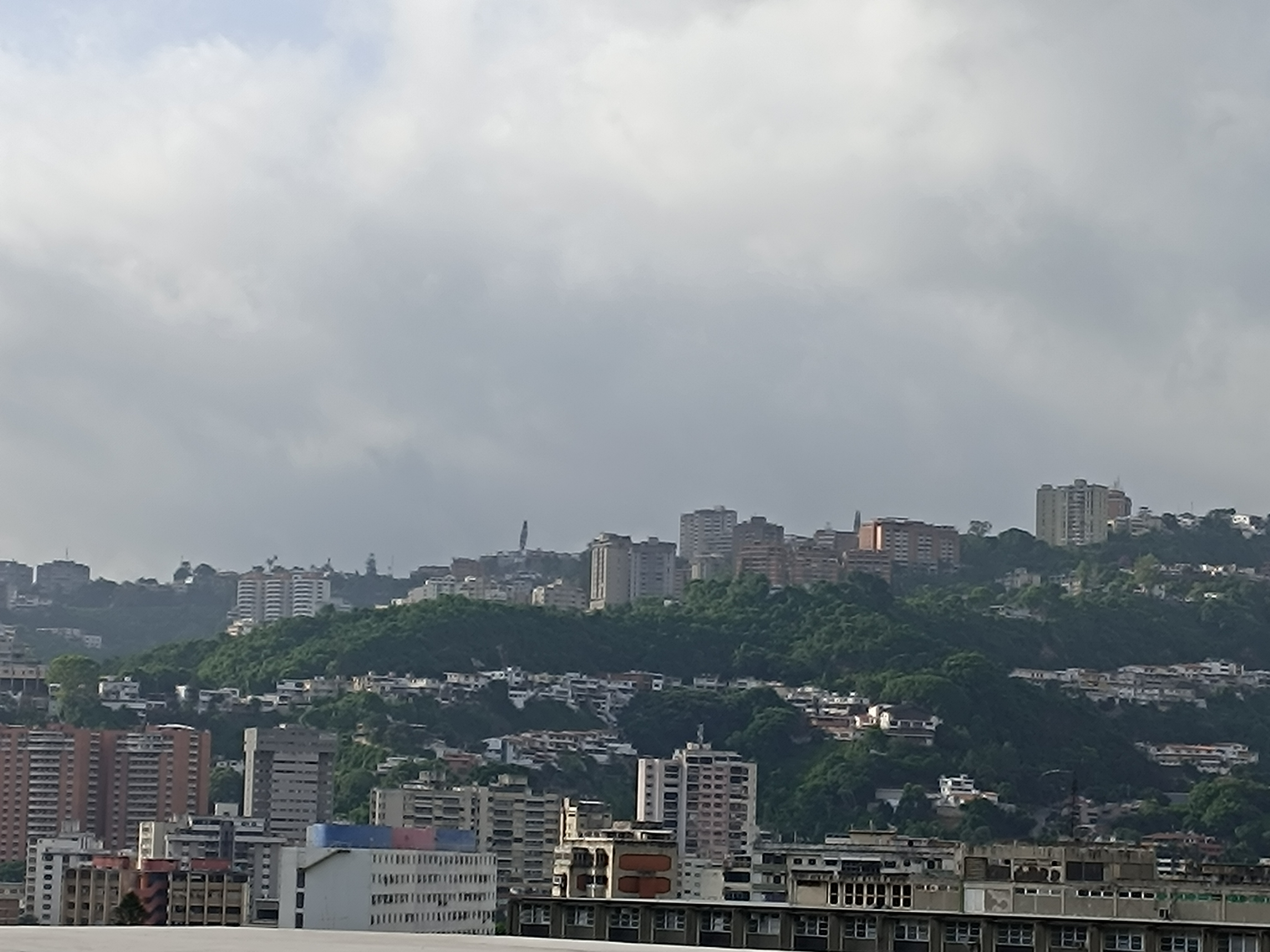
Vista desde la Parroquia San Pedro en Caracas

## Autoridades
Los concejales que integran el  poder legislativo municipal son electos por parroquia como representación de cada parroquia del municipio, los concejales electos por lista representan a todo el municipio, los circuitos electorales varían, por lo general se elige un concejal por cada 20.000 habitantes.

## Parroquias urbanas y rurales
Las parroquias pueden clasificarse como parroquias urbanas si tienen al menos 50.000 habitantes, en tal caso pueden escoger 5 miembros de junta parroquial (un presidente, un secretario y 3 miembros), el territorio de las parroquias urbanas está dedicado al desarrollo habitacional y a actividades de industria y comercio. 
Las parroquias rurales tienen menos de 50.000 habitantes, eligen 3 miembros de junta parroquial (un presidente, un secretario y un miembro) y su territorio estará dedicado a la producción agropecuaria, o como reserva natural.
Un mismo municipio puede tener ambos tipos de parroquia o uno solo de los dos. 
| N.º   | Estado           | Número de Municipios | Número de Parroquias |
| ----- | ---------------- | -------------------- | -------------------- |
| 1     | Distrito Capital | 1                    | 22                   |
| 2     | Amazonas         | 7                    | 23                   |
| 3     | Anzoátegui       | 21                   | 57                   |
| 4     | Apure            | 7                    | 26                   |
| 5     | Aragua           | 18                   | 50                   |
| 6     | Barinas          | 12                   | 54                   |
| 7     | Bolívar          | 11                   | 47                   |
| 8     | Carabobo         | 14                   | 38                   |
| 9     | Cojedes          | 9                    | 15                   |
| 10    | Delta Amacuro    | 4                    | 20                   |
| 11    | Falcón           | 25                   | 81                   |
| 12    | Guárico          | 15                   | 39                   |
| 14    | Lara             | 9                    | 57                   |
| 13    | La Guaira        | 1                    | 11                   |
| 15    | Mérida           | 23                   | 86                   |
| 16    | Miranda          | 21                   | 55                   |
| 17    | Monagas          | 13                   | 43                   |
| 18    | Nueva Esparta    | 11                   | 23                   |
| 19    | Portuguesa       | 14                   | 39                   |
| 20    | Sucre            | 15                   | 57                   |
| 21    | Táchira          | 29                   | 66                   |
| 22    | Trujillo         | 20                   | 93                   |
| 23    | Yaracuy          | 14                   | 21                   |
| 24    | Zulia            | 21                   | 110                  |
| Total | 24               | 335                  | 1133                 |

La Ley Orgánica del Poder Público Municipal, le otorga facultad expresa para gestionar los asuntos y procesos siguientes: 
1. Servir como centro de información, producción y promoción de procesos participativos para la identificación de prioridades presupuestarias.
2. Promover los principios de corresponsabilidad, protagonismo y participación ciudadana en la gestión pública municipal.
3. Promover los servicios y el principio de corresponsabilidad en lo ateninente a la seguridad ciudadana, la protección civil y la defensa integral de la República.
4. Promover los servicios y políticas dirigidos a la infancia, a la adolescencia, a la tercera edad y a las personas con discapacidad.
5. Promover, organizar, coordinar, supervisar y llevar a cabo los procesos electorales para la elección de los jueces de paz.
6. Promover procesos comunitarios de contraloría social.
7. Proteger el ambiente y fortalecer las áreas de los parques naturales, en coordinación con el ente responsable del parque y conforme a las pautas que le señalen las autoridades del municipio.
8. Velar por el cumplimiento de la limpieza urbana y aseo domiciliario.
9. Supervisar los servicios de agua potable, electricidad y gas doméstico.
10. Coadyuvar en el cuidado y mantenimiento de plazas, parques y jardines en la parroquia.
11. Inspeccionar la prestación del servicio de transporte público de pasajeros.
12. El Presidente de la Junta Parroquial podrá celebrar los matrimonios y llevar el registro de estos, dentro del ámbito territorial correspondiente, de conformidad con los parámetros establecidos en el Código Civil.
13. Auspiciar y promover la masificación deportiva.
14. Auspiciar y promover las actividades culturales que integren a la comunidad.
15. Coadyuvar con las administraciones tributarias locales en la gestión de los tributos, a los efectos de garantizar el cumplimiento de las obligaciones tributarias y demás deberes formales.
16. Respaldar a la Sala Técnica del Consejo Local de Planificación Pública en la elaboración del censo social municipal, conjuntamente con la participación de las organizaciones vecinales y la sociedad organizada.
17. Cooperar en la supervisión de la realización de espectáculos públicos, de conformidad con lo dispuesto en la ordenanza respectiva.
18. Cooperar con las autoridades locales correspondientes en la gestión de los servicios de cementerio y mercados municipales y recaudar los derechos fiscales y tasas previstos en la ordenanza respectiva, cuando se trate de parroquias no urbanas.
19. Tramitar las solicitudes de particulares referentes a parcelas de terrenos municipales y a los servicios sociales.
20. Las demás que le sean delegadas por el alcalde o alcaldesa, de conformidad con los instrumentos jurídicos municipales.

## Historia
Las provincias coloniales no tenían subdivisiones como tales sino una jerarquía de ciudad, pueblo, villa y caserío, según la importancia de la población, clasificando cada una según tuviera plaza mayor, cabildo, Catedral y una fortificación, una población carente de todo eso era un caserío. Las ciudades con sus cabildos tenían alcaldes y representaban los intereses de la vecindad circundante, fueron los cabildos los que firmaron la independencia de Venezuela en 1811.

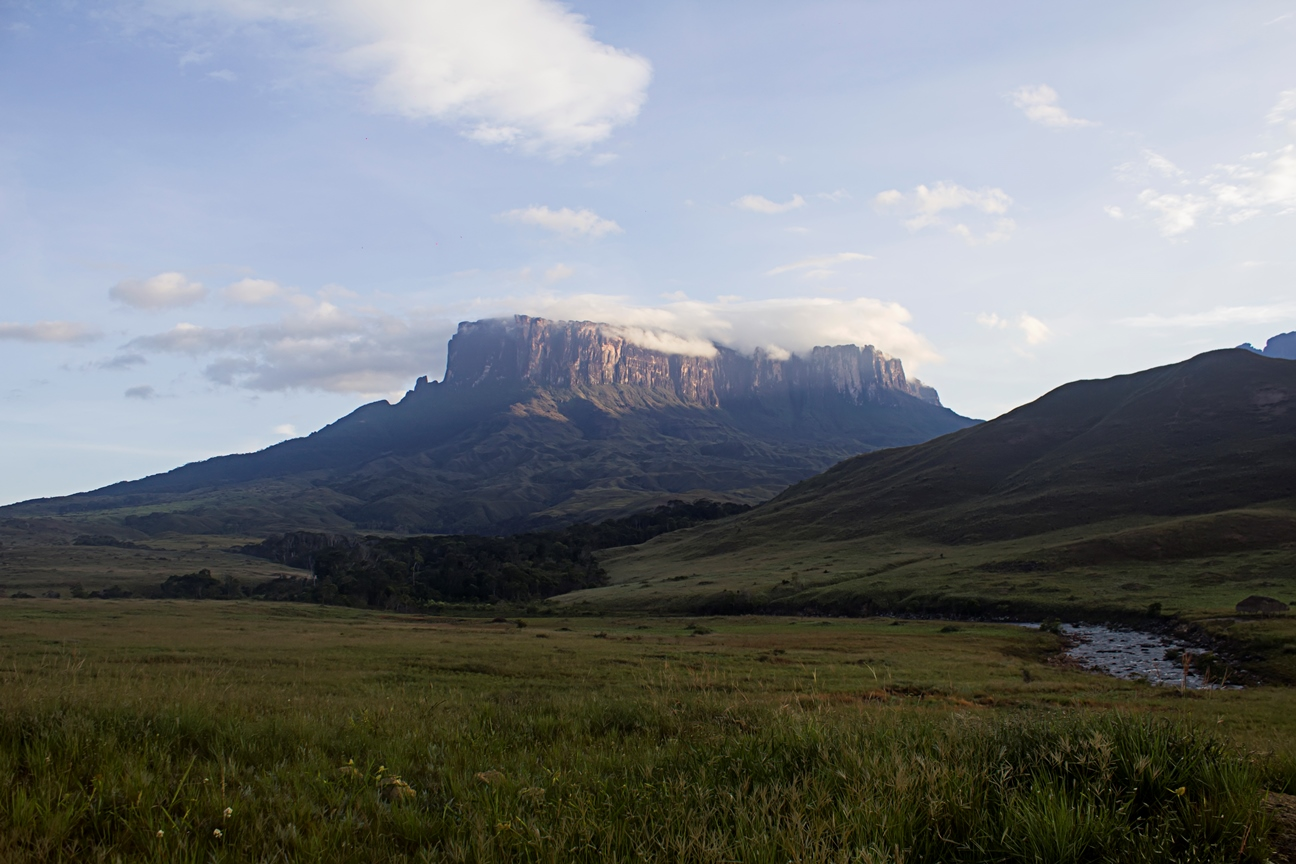
Con más de 29305 km² la Parroquia Gran Sabana es una de las más grandes del país

- La constitución de 1819 resultante del congreso de Angostura, fijó la división territorial de Venezuela en Provincias, Departamentos y Parroquias, (si bien estas parroquias tendrían el rango de las actuales municipios, fue la primera vez que se utilizó el nombre).
- La Constitución de 1821 cambió el ordenamiento territorial a Departamentos, Provincias, Cantones, Parroquias.
- La Constitución de 1830 dejó la división en Provincias, Cantones y Parroquias. Las parroquias de 1830 si contenían las funciones de las actuales mientras que los Cantones ocupaban el lugar de los municipios.
- La Constitución de 1864 usó los nombres de Estados, Distritos y Parroquias.

- La Constitución de 1909 dividía el país en Estados, Municipios y Parroquias.

- La Constitución de 1947 y las siguientes establecieron la división en Estados, Distritos y Municipios, sin embargo los municipios de la Constitución de 1961 ejercían las funciones de las parroquias actuales.

- En 1988 se terminó la reforma de la organización territorial de Venezuela para que todas las autoridades locales fueran elegidas directamente, dichas elecciones se llevaron a cabo en 1989 nombrando los primeros gobernadores, alcaldes y concejales electos por voto popular. En 1989 se crearon la mayoría de las parroquias actuales, aunque fue en 1992 cuando por primera vez tuvieron autoridades electas por voto popular.
- Desde 1989 el número de parroquias ha aumentado, por división de las originales, mientras que otras han sido elevadas a municipio (y subdivididas en nuevas parroquias) o se han agrupado varias parroquias para formar nuevos municipios.

## Símbolos
Normalmente las parroquias no tienen símbolos ya que su función es administrativa, sin embargo algunas parroquias por tradición o por iniciativa tienen símbolos propios como los del Municipio Lobatera del estado Táchira, que tienen banderas y escudos ancestrales y la bandera del municipio es una combinación de las banderas parroquiales. La parroquia San José del Municipio Libertador de Caracas, también posee un escudo parroquial ancestral. Otras parroquias con bandera son la Parroquia Seque,  Parroquia Borojó y Parroquia Capatárida (por ser Bandera de la Parroquia Capital se le considera Bandera Municipal) del Municipio Buchivacoa del estado Falcón y la Parroquia José Gregorio Bastidas del Municipio Palavecino del Estado Lara. Nuevamente en Táchira, la Parroquia de Bramón en el Municipio Junín, cuenta con bandera, escudo e inclusive himno, los cuales son diferentes a los de Junín y más propios de los Brameños, siendo esta parroquia la más reciente en crear sus propios símbolos.

## Parroquias por entidad federal
- Anexo:Parroquias del estado Amazonas
- Anexo:Parroquias del estado Anzoátegui
- Anexo:Parroquias del estado Apure
- Anexo:Parroquias del estado Aragua
- Anexo:Parroquias del estado Barinas
- Anexo:Parroquias del estado Bolívar
- Anexo:Parroquias del estado Carabobo
- Anexo:Parroquias del estado Cojedes
- Anexo:Parroquias del estado Delta Amacuro
- Anexo:Parroquias del Distrito Capital
- Anexo:Parroquias del estado Falcón
- Anexo:Parroquias del estado Guárico
- Anexo:Parroquias del estado Guayana Esequiba
- Anexo:Parroquias del estado de Lara
- Anexo:Parroquias del estado La Guaira
- Anexo:Parroquias del estado Mérida
- Anexo:Parroquias del estado Miranda
- Anexo:Parroquias del estado Monagas
- Anexo:Parroquias del estado Nueva Esparta
- Anexo:Parroquias del estado Portuguesa
- Anexo:Parroquias del estado Sucre
- Anexo:Parroquias del estado Táchira
- Anexo:Parroquias del estado Trujillo
- Anexo:Parroquias del estado Yaracuy
- Anexo:Parroquias del estado Zulia